# ミーガン・アンダーソン
ミーガン・アンダーソン（Megan Anderson、1990年2月11日 - ）は、オーストラリアの女子総合格闘家。クイーンズランド州ゴールドコースト出身。グローリーMMA所属。元Invicta世界フェザー級王者。

## 来歴
クイーンズランド州ゴールドコーストで生まれ、高校卒業後、オーストラリア陸軍に入隊するためにキャンベラへ移住する。軍で2年半過ごすものの、自殺未遂を起こしたため除隊し、入院を強いられた。退院後に地元ゴールドコーストへ戻り、ボクシングのトレーニングを始めるが、友人の勧めで総合格闘技に興味を持つ。

### 総合格闘技
2013年、プロ総合格闘技デビュー。デビュー戦は黒星となったが、その後ローカル団体で4連勝を飾る。

### Invicta FC
2015年9月12日、Invicta FC初参戦となったInvicta FC 14でシンディ・ダンドワと対戦し、三角絞めで2R一本負け。
2016年7月19日、Invicta FC 18でペギー・モーガンと対戦し、右ストレートからのパウンドで1RTKO勝ち。パフォーマンス・オブ・ザ・ナイトを受賞した。

#### Invicta FC世界王座獲得
2017年1月14日、Invicta FC 21のInvicta世界フェザー級暫定王座決定戦でチャーメイン・トゥイートと対戦し、スタンドパンチ連打からの左ハイキックで2RTKO勝ち。暫定王座獲得に成功した。その後、暫定王者から正規王者に昇進した。

### UFC
2017年7月29日、UFC 214のUFC世界女子フェザー級王座決定戦でクリスチャン・サイボーグとの対戦が予定されていたが、アンダーソンは個人的問題を理由に試合をキャンセルした。
2018年6月9日、UFCデビュー戦となったUFC 225で元UFC世界女子バンタム級王者のホリー・ホルムと対戦し、0-3の判定負け。
2019年5月18日、UFC Fight Night: dos Anjos vs. Leeでフェリシア・スペンサーと対戦し、リアネイキドチョークで1R一本負け。
2020年2月29日、UFC Fight Night: Benavidez vs. Figueiredoでノルマ・ドゥモンと対戦し、右ストレートで1RKO勝ち。パフォーマンス・オブ・ザ・ナイトを受賞した。
2021年3月6日、UFC 259のUFC世界女子フェザー級タイトルマッチで王者アマンダ・ヌネスに挑戦し、トライアングルアームバーで1R一本負け。王座獲得に失敗した。この試合でUFCとの契約満了を迎え、フリーエージェントとなった。

## 戦績
| 総合格闘技 戦績 | 総合格闘技 戦績 | 総合格闘技 戦績 | 総合格闘技 戦績 | 総合格闘技 戦績 | 総合格闘技 戦績 | 総合格闘技 戦績 |
| --------------- | --------------- | --------------- | --------------- | --------------- | --------------- | --------------- |
| 16 試合         | (T)KO           | 一本            | 判定            | その他          | 引き分け        | 無効試合        |
| 11 勝           | 6               | 3               | 2               | 0               | 1               | 0               |
| 5 敗            | 0               | 3               | 2               | 0               | 1               | 0               |

| 勝敗 | 対戦相手                   | 試合結果                             | 大会名                                                                    | 開催年月日     |
| ×    | アマンダ・ヌネス           | 1R 2:03 トライアングルアームバー     | UFC 259: Błachowicz vs. Adesanya 【UFC世界女子フェザー級タイトルマッチ】  | 2021年3月6日   |
| ○    | ノルマ・ドゥモン           | 1R 3:31 KO（右ストレート）           | UFC Fight Night: Benavidez vs. Figueiredo                                 | 2020年2月29日  |
| ○    | ザラ・フェアン             | 1R 3:57 三角絞め                     | UFC 243: Whittaker vs. Adesanya                                           | 2019年10月6日  |
| ×    | フェリシア・スペンサー     | 1R 3:24 リアネイキドチョーク         | UFC Fight Night: dos Anjos vs. Lee                                        | 2019年5月18日  |
| ○    | キャット・ジンガノ         | 1R 1:01 TKO（目の負傷）              | UFC 232: Jones vs. Gustafsson 2                                           | 2018年12月29日 |
| ×    | ホリー・ホルム             | 5分3R終了 判定0-3                    | UFC 225: Whittaker vs. Romero 2                                           | 2018年6月9日   |
| ○    | チャーメイン・トゥイート   | 2R 2:05 TKO（左ハイキック）          | Invicta FC 21: Anderson vs. Tweet 【Invicta世界フェザー級暫定王座決定戦】 | 2017年1月14日  |
| ○    | ペギー・モーガン           | 1R 4:09 TKO（右ストレート→パウンド） | Invicta FC 18: Grasso vs. Esquibel                                        | 2016年7月29日  |
| ○    | アマンダ・ベル             | 1R終了時 TKO（ハイキック）           | Invicta FC 17: Evinger vs. Schneider                                      | 2016年5月7日   |
| ○    | アンバー・レイブロック     | 3R 2:33 TKO（膝蹴り→パウンド）       | Invicta FC 15: Cyborg vs. Ibragimova                                      | 2016年1月16日  |
| ×    | シンディ・ダンドワ         | 5分3R終了 判定0-3                    | Invicta FC 14: Evinger vs. Kianzad                                        | 2015年9月12日  |
| ○    | ゾーイー・シュレイウェイズ | 1R 1:32 腕ひしぎ十字固め             | Roshambo MMA 4                                                            | 2014年12月6日  |
| ○    | ジョディ・ストルツィク     | 2R 0:30 リアネイキドチョーク         | Nitro MMA 12                                                              | 2014年10月11日 |
| ○    | ケリー・バーネット         | 3分3R終了 判定2-0                    | Roshambo MMA 3                                                            | 2014年7月26日  |
| ○    | ジャネイ・ハーディング     | 3分3R終了 判定3-0                    | FightWorld Cup 17                                                         | 2014年4月12日  |
| ×    | ゾーイー・シュレイウェイズ | 3分3R終了 判定0-2                    | FightWorld Cup 16                                                         | 2013年11月16日 |

## 獲得タイトル
- Invicta FC世界フェザー級王座（2017年）
- Invicta FC世界フェザー級暫定王座（2017年）

## 表彰
- UFCパフォーマンス・オブ・ザ・ナイト（1回）